# Metsaküla (Vändra)
Metsaküla – wieś w Estonii, w prowincji Parnawa, w gminie Vändra.